# Санта-Круз (округ, Аризона)
Шаблон:StateAbbr_ 31°32′00″ пн. ш. 110°50′00″ зх. д. / 31.533333333333° пн. ш. 110.83333333333° зх. д.
Округ Санта-Круз (англ. Santa Cruz County) — округ (графство) у штаті Аризона. Ідентифікатор округу 04023.

## Історія
Округ утворений 1899 року.

## Демографія
За даними перепису 2000 року 
загальне населення округу становило 38381 осіб, зокрема міського населення було 26141, а сільського — 12240.
Серед мешканців округу чоловіків було 18363, а жінок — 20018. В окрузі було 11809 домогосподарств, 9511 родин, які мешкали в 13036 будинках.
Середній розмір родини становив 3,66.
Віковий розподіл населення поданий у таблиці:
| Стать    | До 15 років | 15-21 | 22-29 | 30-39 | 40-49 | 50-65 | 65-85 | Понад 85 |
| -------- | ----------- | ----- | ----- | ----- | ----- | ----- | ----- | -------- |
| Чоловіки | 5523        | 2022  | 1581  | 2367  | 2465  | 2596  | 1687  | 122      |
| Жінки    | 5301        | 2031  | 1864  | 2820  | 2852  | 2845  | 2076  | 229      |

## Суміжні округи
- Піма — захід, північ
- Кочіс — схід
- Ногалес (Сонора) — південь
- Santa Cruz, Sonora[en] — південь
- Sáric[en] — південний захід

## Виноски
1. ↑  Geographic Names Information System
2. ↑  Getty Research Institute Getty Thesaurus of Geographic Names — LA: Getty Research Institute, 1997.
3. ↑  Gazetteer
4. ↑  (unspecified title) — Москва: ВИНИТИ РАН, 1964. — С. 25. — 235 с.
5. ↑  U.S. Decennial Census. United States Census Bureau. Архів оригіналу за 19 липня 2018. Процитовано 18 травня 2014.
6. ↑  Historical Census Browser. University of Virginia Library. Архів оригіналу за 11 серпня 2012. Процитовано 18 травня 2014.
7. ↑  Population of Counties by Decennial Census: 1900 to 1990. United States Census Bureau. Архів оригіналу за 22 лютого 2015. Процитовано 18 травня 2014.
8. ↑  Census 2000 PHC-T-4. Ranking Tables for Counties: 1990 and 2000 (PDF). United States Census Bureau. Архів оригіналу (PDF) за 18 грудня 2014. Процитовано 18 травня 2014.
9. ↑  State & County QuickFacts. United States Census Bureau. Архів оригіналу за 18 липня 2011. Процитовано 18 травня 2014. [Архівовано 2011-06-07 у Wayback Machine.](англ.) Наведено за англійською вікіпедією.
10. ↑  American FactFinder. Бюро перепису населення США. Архів оригіналу за 26 лютого 2012. Процитовано 31 січня 2008. [Архівовано 2008-05-21 у Wayback Machine.]

| США | Це незавершена стаття з географії США. Ви можете допомогти проєкту, виправивши або дописавши її. |